# Trädskikt

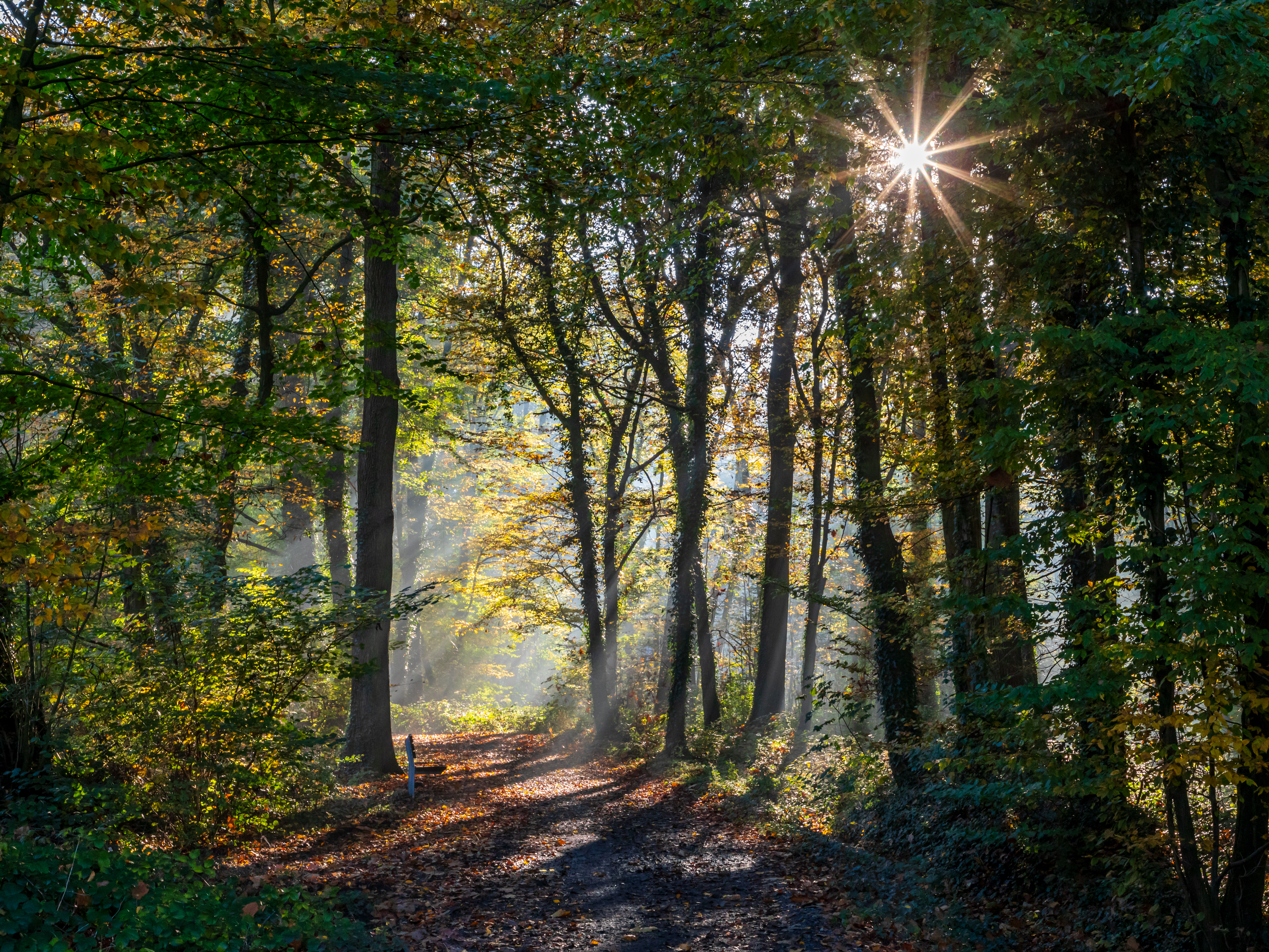
Träd i Börnste i Dülmen, Tyskland.

Trädskiktet är inom botaniken den del av vegetationen i exempelvis en skog som utgörs av träd som uppnått åtminstone fem meters höjd.